# Mořský svět Praha
Mořský svět Praha je největší mořské akvárium v Česku, největší akvárium se žraloky má objem 100 000 litrů a celkový objem všech šedesáti akvárií činí 270 000 litrů vody. Založeno bylo v roce 2002 na Výstavišti Praha.

## Expozice
V Mořském světě je chováno okolo 1 300 ryb v 75 druzích a 2 druhy plazů (kajman brýlový a matamata třásnitá). Jsou to například žraloci, rejnoci a murény. Jediným dalším veřejným akváriem se žraloky v Česku je Zoo Olomouc, s akváriem o objemu 42 000 litrů vody.
Největší akvárium v Česku o objemu 100 000 litrů je domovem pro žraloky a trnuchy, v druhé nádrži o objemu 50 000 litrů je vystaven model lodi Bounty a na třetí nádrži s 15 000 litry je model, který má připomínat původní maják na mysu Hatteras.
Akvárium je domovem například pro žraloka černoploutvého, vouskatého, leopardího a žralůčka skvrnitého, rejnoky trnucha Leopoldova a zrnitá, murény jávské a jeskynní, piraně plodožravé, perutýna ohnivého, klauna očkatého a bodloka pestrého (známé z filmu Hledá se Nemo), hvězdice Linckova a uzlovité, chobotnice, odrance pravého, humry nachové, kraby suchozemské a vzácné medúzy.

## Galerie

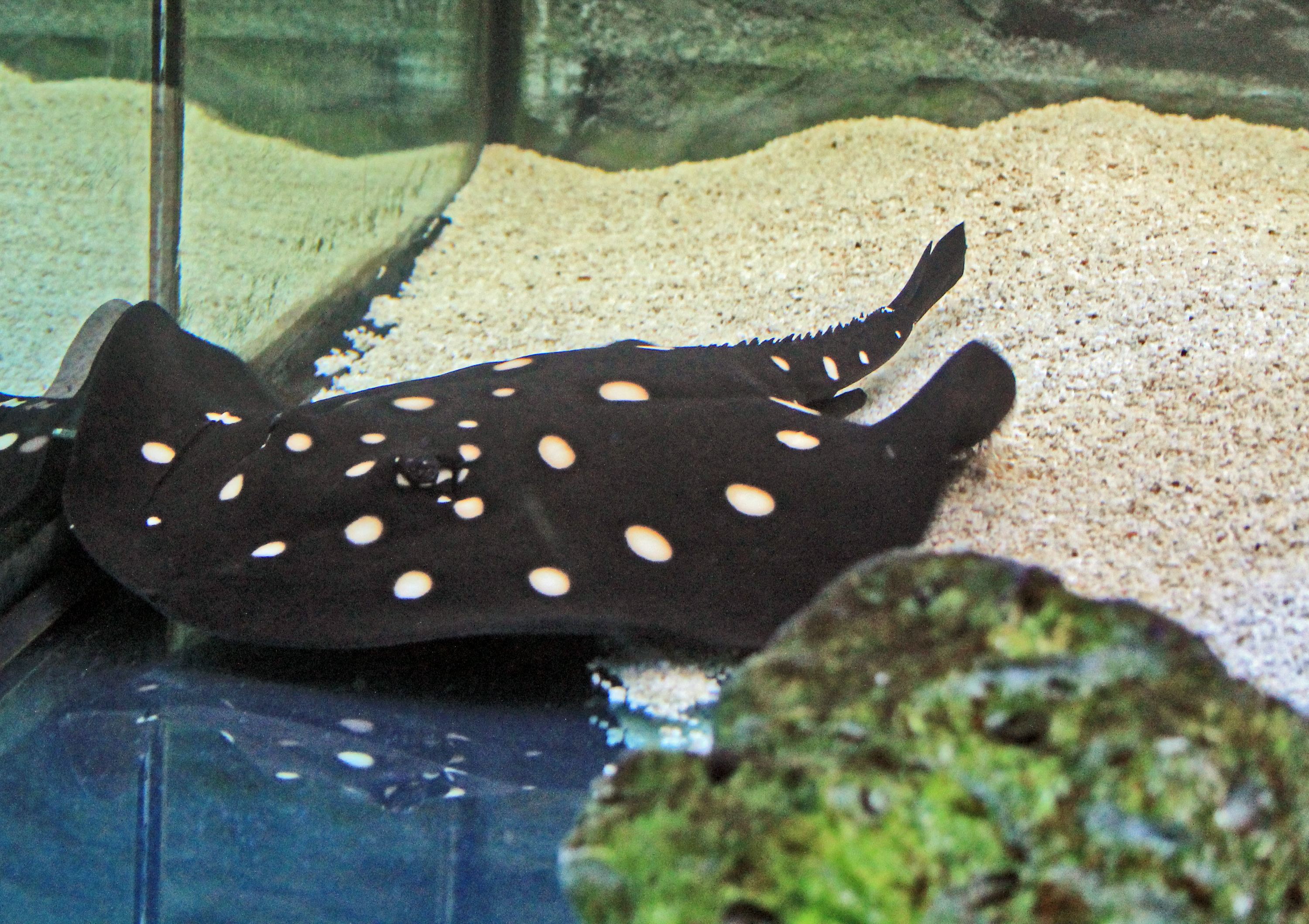
Rejnok trnucha Leopoldova
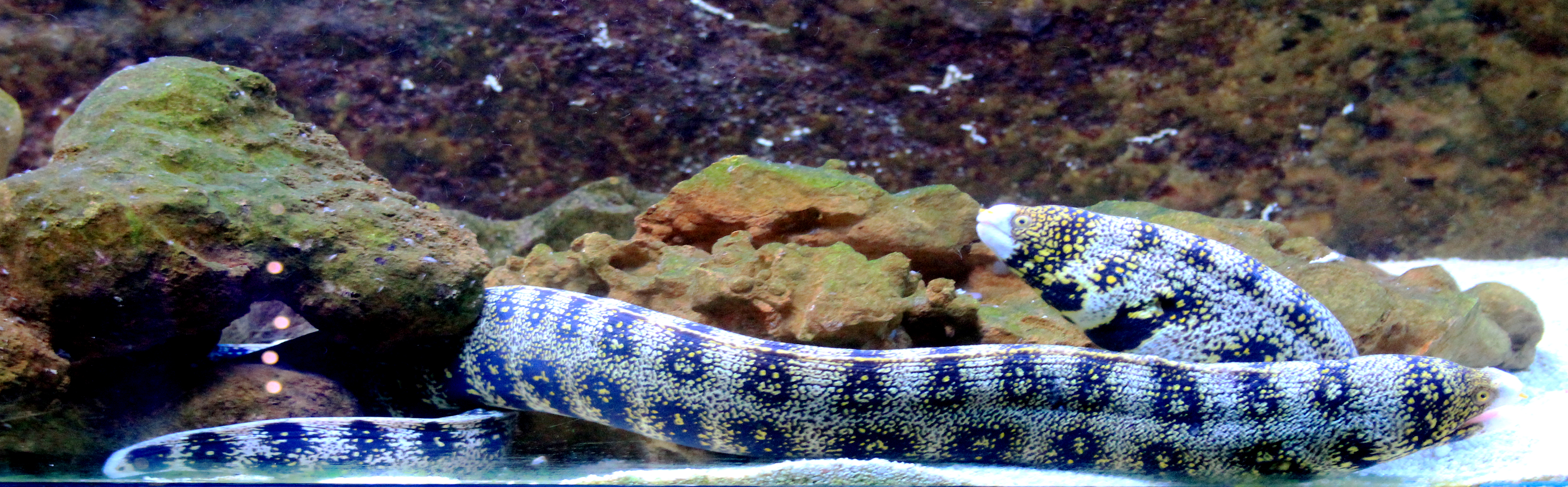
Murény